# Горьковский военный округ
Го́рьковский вое́нный о́круг (ГВО) — оперативно-стратегическое территориальное объединение Вооружённых сил СССР, существовавшее в 1945—1946 и 1949—1953 годах.
Управление округа находилось в Горьком (ныне — Нижний Новгород).

## История
Горьковский военный округ 1-го формирования был образован приказом Народного комиссара обороны СССР от 9 июля 1945 года на территории, включавшей Горьковскую, Ивановскую, Костромскую области и Мордовскую АССР. Занимался вопросами демобилизации войск РККА после окончания Великой Отечественной войны и переводом их на мирное положение. В феврале 1946 года был издал приказ о расформировании округа и включении его войск и территории в состав Московского военного округа. Расформирование завершено 7 мая 1946 года. 
Горьковский военный округ 2-го формирования был образован директивой Генерального штаба от 28 мая 1949 года. Включил прежнюю территорию, а также Кировскую область, Марийскую и Чувашскую АССР. Расформирован 24 апреля 1953 года. Территория и войска переданы в Московский, Приволжский и Уральский военные округа.

## Командование войск Горьковского ВО

### Командующие войсками округа
- 09 июля 1945 — 07 мая 1946 — генерал-лейтенант Смирнов, Илья Корнилович,
- май 1949 — май 1953 — генерал-лейтенант Щербаков, Владимир Иванович .

### Члены Военного совета
- июль 1945 — май 1946 — генерал-лейтенант Сычёв, Василий Андреевич,
- июнь 1949 — июль 1950 — генерал-майор Савков, Николай Никифорович,
- июль 1950 — июнь 1953 — генерал-лейтенант Мельников, Семён Иванович.

### Начальники штаба
- июль 1945 — май 1946 — генерал-лейтенант Киносян, Степан Ильич,
- май 1949 — май 1952 — генерал-майор Дубов, Всеволод Борисович,
- май 1952 — апрель 1953 — генерал-лейтенант Сидельников, Николай Павлович.